# Dawson (Texas)
Dawson város az USA Texas államában, Navarro megyében. Lakosainak száma 815 fő (2020. április 1.).

## Népesség
A település népességének változása:
| Lakosok száma | 852  | 807  | 801  | 815  |
|               | 2000 | 2010 | 2013 | 2020 |